# Família Bach

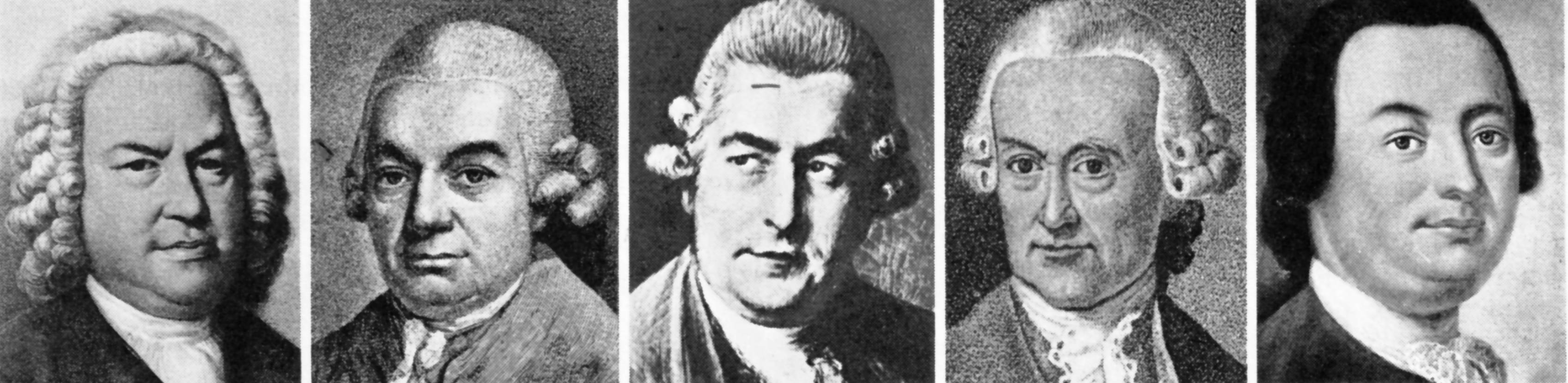
Johann Sebastian Bach (esq) e seus filhos Carl Philipp Emanuel, Johann Christian, Wilhelm Friedemann e Johann Christoph Friedrich

A Família Bach foi de grande importância na história da música por cerca de duzentos e cinqüenta anos, com mais de 50 músicos e vários compositores notáveis. Seu membro mais proeminente, e quiçá o mais notável compositor da história, foi Johann Sebastian Bach (1685 - 1750). A dinastia musical começou com o trisavô de Johann Sebastian, Veit Bach (nascido antes de 1545 e morto por volta de 1576), e se extinguiu com seu neto Wilhelm Friedrich Ernst Bach (1759 - 1845)

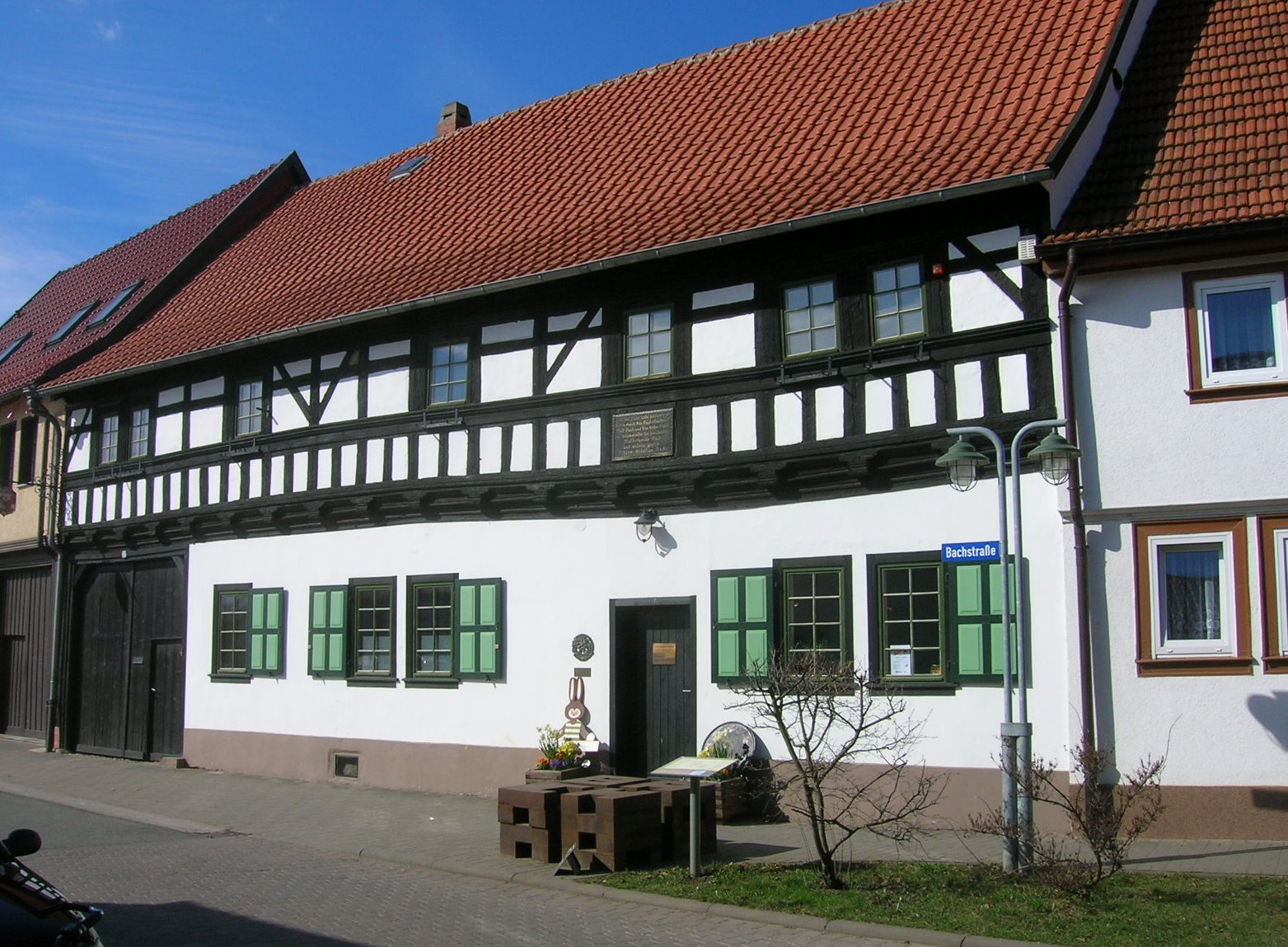
Casa da família, em Günthersleben-Wechmar

A família Bach nunca havia deixado a Turíngia até que os filhos de Johann Sebastian saíram pela Europa. Mesmo com toda a miséria imposta pela Guerra dos Trinta Anos, o clã manteve a sua posição e produziu músicos que estiveram entre os maiores da Europa. Tantos e tão eminentes eles foram, que os músicos de Erfurt eram conhecidos como "os Bachs", mesmo quando já não havia membros da família na cidade. Johann Sebastian Bach herdou a tradição artística de uma família unida que não se abalou quando no resto da Europa a música polifônica fora quase destruída.

## Árvore genealógica
|                                       |                                       |                                       |                                       |                                       |                                       |                      |                      |                                         |                                         |                                                |                                                | Veit Bach (antes de 1545 - c.1576)             |                                                |                                                |                                                |                                                |                                                |                                                |                                                |                                                |                                                |                                            |                                            |                                               |                                               |                                               |                                               |                                               |                                               |                                           |                                           |                                          |                                          |                                          |                                          |                                          |                                          |                                |                                |                                     |                                     |                                     |                                     |                                     |                                     |  |  |                                            |                                            |                                            |                                            |                                            |                                            |                                         |                                         |                                         |                                         |                                         |                                         |                                         |                                         |  |  |                                |                                |                                |                                |                                |                                |  |  |                              |                              |                              |                              |                              |                              |  |  |  |  |
|                                       |                                       |                                       |                                       |                                       |                                       |                      |                      |                                         |                                         |                                                |                                                |                                                |                                                |                                                |                                                |                                                |                                                |                                                |                                                |                                                |                                                |                                            |                                            |                                               |                                               |                                               |                                               |                                               |                                               |                                           |                                           |                                          |                                          |                                          |                                          |                                          |                                          |                                |                                |                                     |                                     |                                     |                                     |                                     |                                     |  |  |                                            |                                            |                                            |                                            |                                            |                                            |                                         |                                         |                                         |                                         |                                         |                                         |                                         |                                         |  |  |                                |                                |                                |                                |                                |                                |  |  |                              |                              |                              |                              |                              |                              |  |  |  |  |
|                                       |                                       |                                       |                                       |                                       |                                       |                      |                      |                                         |                                         |                                                |                                                | Johannes (Hans) Bach (c.1570 - 1626)           |                                                |                                                |                                                |                                                |                                                |                                                |                                                |                                                |                                                |                                            |                                            |                                               |                                               |                                               |                                               |                                               |                                               |                                           |                                           |                                          |                                          |                                          |                                          |                                          |                                          |                                |                                |                                     |                                     |                                     |                                     |                                     |                                     |  |  |                                            |                                            |                                            |                                            |                                            |                                            |                                         |                                         |                                         |                                         |                                         |                                         |                                         |                                         |  |  |                                |                                |                                |                                |                                |                                |  |  |                              |                              |                              |                              |                              |                              |  |  |  |  |
|                                       |                                       |                                       |                                       |                                       |                                       |                      |                      |                                         |                                         |                                                |                                                |                                                |                                                |                                                |                                                |                                                |                                                |                                                |                                                |                                                |                                                |                                            |                                            |                                               |                                               |                                               |                                               |                                               |                                               |                                           |                                           |                                          |                                          |                                          |                                          |                                          |                                          |                                |                                |                                     |                                     |                                     |                                     |                                     |                                     |  |  |                                            |                                            |                                            |                                            |                                            |                                            |                                         |                                         |                                         |                                         |                                         |                                         |                                         |                                         |  |  |                                |                                |                                |                                |                                |                                |  |  |                              |                              |                              |                              |                              |                              |  |  |  |  |
|                                       |                                       |                                       |                                       |                                       |                                       |                      |                      |                                         |                                         |                                                |                                                |                                                |                                                |                                                |                                                |                                                |                                                |                                                |                                                |                                                |                                                |                                            |                                            |                                               |                                               |                                               |                                               |                                               |                                               |                                           |                                           |                                          |                                          |                                          |                                          |                                          |                                          |                                |                                |                                     |                                     |                                     |                                     |                                     |                                     |  |  |                                            |                                            |                                            |                                            |                                            |                                            |                                         |                                         |                                         |                                         |                                         |                                         |                                         |                                         |  |  |                                |                                |                                |                                |                                |                                |  |  |                              |                              |                              |                              |                              |                              |  |  |  |  |
|                                       |                                       |                                       |                                       | Heinrich Bach                         | Heinrich Bach                         | Heinrich Bach        | Heinrich Bach        | Heinrich Bach                           | Heinrich Bach                           |                                                |                                                |                                                |                                                |                                                |                                                |                                                |                                                |                                                |                                                | Christoph Bach (1613 - 1661)                   | Christoph Bach (1613 - 1661)                   | Christoph Bach (1613 - 1661)               | Christoph Bach (1613 - 1661)               | Christoph Bach (1613 - 1661)                  | Christoph Bach (1613 - 1661)                  |                                               |                                               |                                               |                                               |                                           |                                           |                                          |                                          |                                          |                                          |                                          |                                          |                                |                                |                                     |                                     |                                     |                                     |                                     |                                     |  |  |                                            |                                            |                                            |                                            |                                            |                                            |                                         |                                         |                                         |                                         |                                         |                                         |                                         |                                         |  |  |                                |                                |                                |                                |                                |                                |  |  |                              |                              |                              |                              |                              |                              |  |  |  |  |
|                                       |                                       |                                       |                                       | Heinrich Bach                         | Heinrich Bach                         | Heinrich Bach        | Heinrich Bach        | Heinrich Bach                           | Heinrich Bach                           |                                                |                                                |                                                |                                                |                                                |                                                |                                                |                                                |                                                |                                                | Christoph Bach (1613 - 1661)                   | Christoph Bach (1613 - 1661)                   | Christoph Bach (1613 - 1661)               | Christoph Bach (1613 - 1661)               | Christoph Bach (1613 - 1661)                  | Christoph Bach (1613 - 1661)                  |                                               |                                               |                                               |                                               |                                           |                                           |                                          |                                          |                                          |                                          |                                          |                                          |                                |                                |                                     |                                     |                                     |                                     |                                     |                                     |  |  |                                            |                                            |                                            |                                            |                                            |                                            |                                         |                                         |                                         |                                         |                                         |                                         |                                         |                                         |  |  |                                |                                |                                |                                |                                |                                |  |  |                              |                              |                              |                              |                              |                              |  |  |  |  |
|                                       |                                       |                                       |                                       |                                       |                                       |                      |                      |                                         |                                         |                                                |                                                |                                                |                                                |                                                |                                                |                                                |                                                |                                                |                                                |                                                |                                                |                                            |                                            |                                               |                                               |                                               |                                               |                                               |                                               |                                           |                                           |                                          |                                          |                                          |                                          |                                          |                                          |                                |                                |                                     |                                     |                                     |                                     |                                     |                                     |  |  |                                            |                                            |                                            |                                            |                                            |                                            |                                         |                                         |                                         |                                         |                                         |                                         |                                         |                                         |  |  |                                |                                |                                |                                |                                |                                |  |  |                              |                              |                              |                              |                              |                              |  |  |  |  |
| Johann Christoph Bach (1642 - 1703)   | Johann Christoph Bach (1642 - 1703)   | Johann Christoph Bach (1642 - 1703)   | Johann Christoph Bach (1642 - 1703)   | Johann Christoph Bach (1642 - 1703)   | Johann Christoph Bach (1642 - 1703)   |                      |                      | Johann Michael Bach (1648 - 1694)       | Johann Michael Bach (1648 - 1694)       | Johann Michael Bach (1648 - 1694)              | Johann Michael Bach (1648 - 1694)              | Johann Michael Bach (1648 - 1694)              | Johann Michael Bach (1648 - 1694)              |                                                |                                                | Johann Ambrosius Bach (1645 - 1695)            | Johann Ambrosius Bach (1645 - 1695)            | Johann Ambrosius Bach (1645 - 1695)            | Johann Ambrosius Bach (1645 - 1695)            | Johann Ambrosius Bach (1645 - 1695)            | Johann Ambrosius Bach (1645 - 1695)            |                                            |                                            | Maria Elisabetha Lämmerhirt (1644 - 1694)     | Maria Elisabetha Lämmerhirt (1644 - 1694)     | Maria Elisabetha Lämmerhirt (1644 - 1694)     | Maria Elisabetha Lämmerhirt (1644 - 1694)     | Maria Elisabetha Lämmerhirt (1644 - 1694)     | Maria Elisabetha Lämmerhirt (1644 - 1694)     |                                           |                                           | Johann Christoph Bach (1645 - 1693)      | Johann Christoph Bach (1645 - 1693)      | Johann Christoph Bach (1645 - 1693)      | Johann Christoph Bach (1645 - 1693)      | Johann Christoph Bach (1645 - 1693)      | Johann Christoph Bach (1645 - 1693)      |                                |                                |                                     |                                     |                                     |                                     |                                     |                                     |  |  |                                            |                                            |                                            |                                            |                                            |                                            |                                         |                                         |                                         |                                         |                                         |                                         |                                         |                                         |  |  |                                |                                |                                |                                |                                |                                |  |  |                              |                              |                              |                              |                              |                              |  |  |  |  |
| Johann Christoph Bach (1642 - 1703)   | Johann Christoph Bach (1642 - 1703)   | Johann Christoph Bach (1642 - 1703)   | Johann Christoph Bach (1642 - 1703)   | Johann Christoph Bach (1642 - 1703)   | Johann Christoph Bach (1642 - 1703)   |                      |                      | Johann Michael Bach (1648 - 1694)       | Johann Michael Bach (1648 - 1694)       | Johann Michael Bach (1648 - 1694)              | Johann Michael Bach (1648 - 1694)              | Johann Michael Bach (1648 - 1694)              | Johann Michael Bach (1648 - 1694)              |                                                |                                                | Johann Ambrosius Bach (1645 - 1695)            | Johann Ambrosius Bach (1645 - 1695)            | Johann Ambrosius Bach (1645 - 1695)            | Johann Ambrosius Bach (1645 - 1695)            | Johann Ambrosius Bach (1645 - 1695)            | Johann Ambrosius Bach (1645 - 1695)            |                                            |                                            | Maria Elisabetha Lämmerhirt (1644 - 1694)     | Maria Elisabetha Lämmerhirt (1644 - 1694)     | Maria Elisabetha Lämmerhirt (1644 - 1694)     | Maria Elisabetha Lämmerhirt (1644 - 1694)     | Maria Elisabetha Lämmerhirt (1644 - 1694)     | Maria Elisabetha Lämmerhirt (1644 - 1694)     |                                           |                                           | Johann Christoph Bach (1645 - 1693)      | Johann Christoph Bach (1645 - 1693)      | Johann Christoph Bach (1645 - 1693)      | Johann Christoph Bach (1645 - 1693)      | Johann Christoph Bach (1645 - 1693)      | Johann Christoph Bach (1645 - 1693)      |                                |                                |                                     |                                     |                                     |                                     |                                     |                                     |  |  |                                            |                                            |                                            |                                            |                                            |                                            |                                         |                                         |                                         |                                         |                                         |                                         |                                         |                                         |  |  |                                |                                |                                |                                |                                |                                |  |  |                              |                              |                              |                              |                              |                              |  |  |  |  |
|                                       |                                       |                                       |                                       |                                       |                                       |                      |                      |                                         |                                         |                                                |                                                |                                                |                                                |                                                |                                                |                                                |                                                |                                                |                                                |                                                |                                                |                                            |                                            |                                               |                                               |                                               |                                               |                                               |                                               |                                           |                                           |                                          |                                          |                                          |                                          |                                          |                                          |                                |                                |                                     |                                     |                                     |                                     |                                     |                                     |  |  |                                            |                                            |                                            |                                            |                                            |                                            |                                         |                                         |                                         |                                         |                                         |                                         |                                         |                                         |  |  |                                |                                |                                |                                |                                |                                |  |  |                              |                              |                              |                              |                              |                              |  |  |  |  |
|                                       |                                       |                                       |                                       |                                       |                                       |                      |                      |                                         |                                         |                                                |                                                |                                                |                                                |                                                |                                                |                                                |                                                |                                                |                                                |                                                |                                                |                                            |                                            |                                               |                                               |                                               |                                               |                                               |                                               |                                           |                                           |                                          |                                          |                                          |                                          |                                          |                                          |                                |                                |                                     |                                     |                                     |                                     |                                     |                                     |  |  |                                            |                                            |                                            |                                            |                                            |                                            |                                         |                                         |                                         |                                         |                                         |                                         |                                         |                                         |  |  |                                |                                |                                |                                |                                |                                |  |  |                              |                              |                              |                              |                              |                              |  |  |  |  |
| Johann Nicolaus Bach                  | Johann Nicolaus Bach                  | Johann Nicolaus Bach                  | Johann Nicolaus Bach                  | Johann Nicolaus Bach                  | Johann Nicolaus Bach                  |                      |                      | Maria Barbara Bach (1684 - 1720)        | Maria Barbara Bach (1684 - 1720)        | Maria Barbara Bach (1684 - 1720)               | Maria Barbara Bach (1684 - 1720)               | Maria Barbara Bach (1684 - 1720)               | Maria Barbara Bach (1684 - 1720)               |                                                |                                                | Johann Sebastian Bach (1685 - 1750)            | Johann Sebastian Bach (1685 - 1750)            | Johann Sebastian Bach (1685 - 1750)            | Johann Sebastian Bach (1685 - 1750)            | Johann Sebastian Bach (1685 - 1750)            | Johann Sebastian Bach (1685 - 1750)            |                                            |                                            | Anna Magdalena Wilcken (1701 – 1760)          | Anna Magdalena Wilcken (1701 – 1760)          | Anna Magdalena Wilcken (1701 – 1760)          | Anna Magdalena Wilcken (1701 – 1760)          | Anna Magdalena Wilcken (1701 – 1760)          | Anna Magdalena Wilcken (1701 – 1760)          |                                           |                                           | Johann Jacob Bach (1682 - 1732)          | Johann Jacob Bach (1682 - 1732)          | Johann Jacob Bach (1682 - 1732)          | Johann Jacob Bach (1682 - 1732)          | Johann Jacob Bach (1682 - 1732)          | Johann Jacob Bach (1682 - 1732)          |                                |                                |                                     |                                     |                                     |                                     |                                     |                                     |  |  |                                            |                                            |                                            |                                            |                                            |                                            |                                         |                                         |                                         |                                         |                                         |                                         |                                         |                                         |  |  |                                |                                |                                |                                |                                |                                |  |  |                              |                              |                              |                              |                              |                              |  |  |  |  |
| Johann Nicolaus Bach                  | Johann Nicolaus Bach                  | Johann Nicolaus Bach                  | Johann Nicolaus Bach                  | Johann Nicolaus Bach                  | Johann Nicolaus Bach                  |                      |                      | Maria Barbara Bach (1684 - 1720)        | Maria Barbara Bach (1684 - 1720)        | Maria Barbara Bach (1684 - 1720)               | Maria Barbara Bach (1684 - 1720)               | Maria Barbara Bach (1684 - 1720)               | Maria Barbara Bach (1684 - 1720)               |                                                |                                                | Johann Sebastian Bach (1685 - 1750)            | Johann Sebastian Bach (1685 - 1750)            | Johann Sebastian Bach (1685 - 1750)            | Johann Sebastian Bach (1685 - 1750)            | Johann Sebastian Bach (1685 - 1750)            | Johann Sebastian Bach (1685 - 1750)            |                                            |                                            | Anna Magdalena Wilcken (1701 – 1760)          | Anna Magdalena Wilcken (1701 – 1760)          | Anna Magdalena Wilcken (1701 – 1760)          | Anna Magdalena Wilcken (1701 – 1760)          | Anna Magdalena Wilcken (1701 – 1760)          | Anna Magdalena Wilcken (1701 – 1760)          |                                           |                                           | Johann Jacob Bach (1682 - 1732)          | Johann Jacob Bach (1682 - 1732)          | Johann Jacob Bach (1682 - 1732)          | Johann Jacob Bach (1682 - 1732)          | Johann Jacob Bach (1682 - 1732)          | Johann Jacob Bach (1682 - 1732)          |                                |                                |                                     |                                     |                                     |                                     |                                     |                                     |  |  |                                            |                                            |                                            |                                            |                                            |                                            |                                         |                                         |                                         |                                         |                                         |                                         |                                         |                                         |  |  |                                |                                |                                |                                |                                |                                |  |  |                              |                              |                              |                              |                              |                              |  |  |  |  |
|                                       |                                       |                                       |                                       |                                       |                                       |                      |                      |                                         |                                         |                                                |                                                |                                                |                                                |                                                |                                                |                                                |                                                |                                                |                                                |                                                |                                                |                                            |                                            |                                               |                                               |                                               |                                               |                                               |                                               |                                           |                                           |                                          |                                          |                                          |                                          |                                          |                                          |                                |                                |                                     |                                     |                                     |                                     |                                     |                                     |  |  |                                            |                                            |                                            |                                            |                                            |                                            |                                         |                                         |                                         |                                         |                                         |                                         |                                         |                                         |  |  |                                |                                |                                |                                |                                |                                |  |  |                              |                              |                              |                              |                              |                              |  |  |  |  |
|                                       |                                       |                                       |                                       |                                       |                                       |                      |                      |                                         |                                         |                                                |                                                |                                                |                                                |                                                |                                                |                                                |                                                |                                                |                                                |                                                |                                                |                                            |                                            |                                               |                                               |                                               |                                               |                                               |                                               |                                           |                                           |                                          |                                          |                                          |                                          |                                          |                                          |                                |                                |                                     |                                     |                                     |                                     |                                     |                                     |  |  |                                            |                                            |                                            |                                            |                                            |                                            |                                         |                                         |                                         |                                         |                                         |                                         |                                         |                                         |  |  |                                |                                |                                |                                |                                |                                |  |  |                              |                              |                              |                              |                              |                              |  |  |  |  |
| Wilhelm Friedemann Bach (1710 - 1784) | Wilhelm Friedemann Bach (1710 - 1784) | Wilhelm Friedemann Bach (1710 - 1784) | Wilhelm Friedemann Bach (1710 - 1784) | Wilhelm Friedemann Bach (1710 - 1784) | Wilhelm Friedemann Bach (1710 - 1784) |                      |                      | Carl Philipp Emanuel Bach (1714 - 1788) | Carl Philipp Emanuel Bach (1714 - 1788) | Carl Philipp Emanuel Bach (1714 - 1788)        | Carl Philipp Emanuel Bach (1714 - 1788)        | Carl Philipp Emanuel Bach (1714 - 1788)        | Carl Philipp Emanuel Bach (1714 - 1788)        |                                                |                                                | Gottfried Heinrich Bach (1724 - 1763)          | Gottfried Heinrich Bach (1724 - 1763)          | Gottfried Heinrich Bach (1724 - 1763)          | Gottfried Heinrich Bach (1724 - 1763)          | Gottfried Heinrich Bach (1724 - 1763)          | Gottfried Heinrich Bach (1724 - 1763)          |                                            |                                            | Johann Christoph Friedrich Bach (1732 - 1795) | Johann Christoph Friedrich Bach (1732 - 1795) | Johann Christoph Friedrich Bach (1732 - 1795) | Johann Christoph Friedrich Bach (1732 - 1795) | Johann Christoph Friedrich Bach (1732 - 1795) | Johann Christoph Friedrich Bach (1732 - 1795) |                                           |                                           | Lucia Elisabeth Munchhusen (1728 - 1803) | Lucia Elisabeth Munchhusen (1728 - 1803) | Lucia Elisabeth Munchhusen (1728 - 1803) | Lucia Elisabeth Munchhusen (1728 - 1803) | Lucia Elisabeth Munchhusen (1728 - 1803) | Lucia Elisabeth Munchhusen (1728 - 1803) |                                |                                | Johann Christian Bach (1735 - 1782) | Johann Christian Bach (1735 - 1782) | Johann Christian Bach (1735 - 1782) | Johann Christian Bach (1735 - 1782) | Johann Christian Bach (1735 - 1782) | Johann Christian Bach (1735 - 1782) |  |  | Elisabeth Juliane Friederica (1726 - 1781) | Elisabeth Juliane Friederica (1726 - 1781) | Elisabeth Juliane Friederica (1726 - 1781) | Elisabeth Juliane Friederica (1726 - 1781) | Elisabeth Juliane Friederica (1726 - 1781) | Elisabeth Juliane Friederica (1726 - 1781) |                                         |                                         | Johann Christoph Altnikol (1720 - 1759) | Johann Christoph Altnikol (1720 - 1759) | Johann Christoph Altnikol (1720 - 1759) | Johann Christoph Altnikol (1720 - 1759) | Johann Christoph Altnikol (1720 - 1759) | Johann Christoph Altnikol (1720 - 1759) |  |  | Johanna Carolina (1737 - 1781) | Johanna Carolina (1737 - 1781) | Johanna Carolina (1737 - 1781) | Johanna Carolina (1737 - 1781) | Johanna Carolina (1737 - 1781) | Johanna Carolina (1737 - 1781) |  |  | Regina Susanna (1742 - 1809) | Regina Susanna (1742 - 1809) | Regina Susanna (1742 - 1809) | Regina Susanna (1742 - 1809) | Regina Susanna (1742 - 1809) | Regina Susanna (1742 - 1809) |  |  |  |  |
| Wilhelm Friedemann Bach (1710 - 1784) | Wilhelm Friedemann Bach (1710 - 1784) | Wilhelm Friedemann Bach (1710 - 1784) | Wilhelm Friedemann Bach (1710 - 1784) | Wilhelm Friedemann Bach (1710 - 1784) | Wilhelm Friedemann Bach (1710 - 1784) |                      |                      | Carl Philipp Emanuel Bach (1714 - 1788) | Carl Philipp Emanuel Bach (1714 - 1788) | Carl Philipp Emanuel Bach (1714 - 1788)        | Carl Philipp Emanuel Bach (1714 - 1788)        | Carl Philipp Emanuel Bach (1714 - 1788)        | Carl Philipp Emanuel Bach (1714 - 1788)        |                                                |                                                | Gottfried Heinrich Bach (1724 - 1763)          | Gottfried Heinrich Bach (1724 - 1763)          | Gottfried Heinrich Bach (1724 - 1763)          | Gottfried Heinrich Bach (1724 - 1763)          | Gottfried Heinrich Bach (1724 - 1763)          | Gottfried Heinrich Bach (1724 - 1763)          |                                            |                                            | Johann Christoph Friedrich Bach (1732 - 1795) | Johann Christoph Friedrich Bach (1732 - 1795) | Johann Christoph Friedrich Bach (1732 - 1795) | Johann Christoph Friedrich Bach (1732 - 1795) | Johann Christoph Friedrich Bach (1732 - 1795) | Johann Christoph Friedrich Bach (1732 - 1795) |                                           |                                           | Lucia Elisabeth Munchhusen (1728 - 1803) | Lucia Elisabeth Munchhusen (1728 - 1803) | Lucia Elisabeth Munchhusen (1728 - 1803) | Lucia Elisabeth Munchhusen (1728 - 1803) | Lucia Elisabeth Munchhusen (1728 - 1803) | Lucia Elisabeth Munchhusen (1728 - 1803) |                                |                                | Johann Christian Bach (1735 - 1782) | Johann Christian Bach (1735 - 1782) | Johann Christian Bach (1735 - 1782) | Johann Christian Bach (1735 - 1782) | Johann Christian Bach (1735 - 1782) | Johann Christian Bach (1735 - 1782) |  |  | Elisabeth Juliane Friederica (1726 - 1781) | Elisabeth Juliane Friederica (1726 - 1781) | Elisabeth Juliane Friederica (1726 - 1781) | Elisabeth Juliane Friederica (1726 - 1781) | Elisabeth Juliane Friederica (1726 - 1781) | Elisabeth Juliane Friederica (1726 - 1781) |                                         |                                         | Johann Christoph Altnikol (1720 - 1759) | Johann Christoph Altnikol (1720 - 1759) | Johann Christoph Altnikol (1720 - 1759) | Johann Christoph Altnikol (1720 - 1759) | Johann Christoph Altnikol (1720 - 1759) | Johann Christoph Altnikol (1720 - 1759) |  |  | Johanna Carolina (1737 - 1781) | Johanna Carolina (1737 - 1781) | Johanna Carolina (1737 - 1781) | Johanna Carolina (1737 - 1781) | Johanna Carolina (1737 - 1781) | Johanna Carolina (1737 - 1781) |  |  | Regina Susanna (1742 - 1809) | Regina Susanna (1742 - 1809) | Regina Susanna (1742 - 1809) | Regina Susanna (1742 - 1809) | Regina Susanna (1742 - 1809) | Regina Susanna (1742 - 1809) |  |  |  |  |
|                                       |                                       |                                       |                                       |                                       |                                       |                      |                      |                                         |                                         |                                                |                                                |                                                |                                                |                                                |                                                |                                                |                                                |                                                |                                                |                                                |                                                |                                            |                                            |                                               |                                               |                                               |                                               |                                               |                                               |                                           |                                           |                                          |                                          |                                          |                                          |                                          |                                          |                                |                                |                                     |                                     |                                     |                                     |                                     |                                     |  |  |                                            |                                            |                                            |                                            |                                            |                                            |                                         |                                         |                                         |                                         |                                         |                                         |                                         |                                         |  |  |                                |                                |                                |                                |                                |                                |  |  |                              |                              |                              |                              |                              |                              |  |  |  |  |
|                                       |                                       |                                       |                                       |                                       |                                       |                      |                      |                                         |                                         |                                                |                                                |                                                |                                                |                                                |                                                |                                                |                                                |                                                |                                                |                                                |                                                |                                            |                                            |                                               |                                               |                                               |                                               |                                               |                                               |                                           |                                           |                                          |                                          |                                          |                                          |                                          |                                          |                                |                                |                                     |                                     |                                     |                                     |                                     |                                     |  |  |                                            |                                            |                                            |                                            |                                            |                                            |                                         |                                         |                                         |                                         |                                         |                                         |                                         |                                         |  |  |                                |                                |                                |                                |                                |                                |  |  |                              |                              |                              |                              |                              |                              |  |  |  |  |
|                                       |                                       | Wilhelm Ernst Colson                  | Wilhelm Ernst Colson                  | Wilhelm Ernst Colson                  | Wilhelm Ernst Colson                  | Wilhelm Ernst Colson | Wilhelm Ernst Colson |                                         |                                         | Anna Philippiana Friederica Bach (1755 - 1804) | Anna Philippiana Friederica Bach (1755 - 1804) | Anna Philippiana Friederica Bach (1755 - 1804) | Anna Philippiana Friederica Bach (1755 - 1804) | Anna Philippiana Friederica Bach (1755 - 1804) | Anna Philippiana Friederica Bach (1755 - 1804) |                                                |                                                | Wilhelm Friedrich Ernst Bach (1759 - 1845)     | Wilhelm Friedrich Ernst Bach (1759 - 1845)     | Wilhelm Friedrich Ernst Bach (1759 - 1845)     | Wilhelm Friedrich Ernst Bach (1759 - 1845)     | Wilhelm Friedrich Ernst Bach (1759 - 1845) | Wilhelm Friedrich Ernst Bach (1759 - 1845) |                                               |                                               | Charlotte Philippina Elerdt (1780 - 1801)     | Charlotte Philippina Elerdt (1780 - 1801)     | Charlotte Philippina Elerdt (1780 - 1801)     | Charlotte Philippina Elerdt (1780 - 1801)     | Charlotte Philippina Elerdt (1780 - 1801) | Charlotte Philippina Elerdt (1780 - 1801) |                                          |                                          |                                          |                                          | Christina Luise Bach (d. 1852)           | Christina Luise Bach (d. 1852)           | Christina Luise Bach (d. 1852) | Christina Luise Bach (d. 1852) | Christina Luise Bach (d. 1852)      | Christina Luise Bach (d. 1852)      |                                     |                                     |                                     |                                     |  |  |                                            |                                            |                                            |                                            | Johann Sebastian Altnikol (1749 - 1749)    | Johann Sebastian Altnikol (1749 - 1749)    | Johann Sebastian Altnikol (1749 - 1749) | Johann Sebastian Altnikol (1749 - 1749) | Johann Sebastian Altnikol (1749 - 1749) | Johann Sebastian Altnikol (1749 - 1749) |                                         |                                         |                                         |                                         |  |  |                                |                                |                                |                                |                                |                                |  |  |                              |                              |                              |                              |                              |                              |  |  |  |  |
|                                       |                                       | Wilhelm Ernst Colson                  | Wilhelm Ernst Colson                  | Wilhelm Ernst Colson                  | Wilhelm Ernst Colson                  | Wilhelm Ernst Colson | Wilhelm Ernst Colson |                                         |                                         | Anna Philippiana Friederica Bach (1755 - 1804) | Anna Philippiana Friederica Bach (1755 - 1804) | Anna Philippiana Friederica Bach (1755 - 1804) | Anna Philippiana Friederica Bach (1755 - 1804) | Anna Philippiana Friederica Bach (1755 - 1804) | Anna Philippiana Friederica Bach (1755 - 1804) |                                                |                                                | Wilhelm Friedrich Ernst Bach (1759 - 1845)     | Wilhelm Friedrich Ernst Bach (1759 - 1845)     | Wilhelm Friedrich Ernst Bach (1759 - 1845)     | Wilhelm Friedrich Ernst Bach (1759 - 1845)     | Wilhelm Friedrich Ernst Bach (1759 - 1845) | Wilhelm Friedrich Ernst Bach (1759 - 1845) |                                               |                                               | Charlotte Philippina Elerdt (1780 - 1801)     | Charlotte Philippina Elerdt (1780 - 1801)     | Charlotte Philippina Elerdt (1780 - 1801)     | Charlotte Philippina Elerdt (1780 - 1801)     | Charlotte Philippina Elerdt (1780 - 1801) | Charlotte Philippina Elerdt (1780 - 1801) |                                          |                                          |                                          |                                          | Christina Luise Bach (d. 1852)           | Christina Luise Bach (d. 1852)           | Christina Luise Bach (d. 1852) | Christina Luise Bach (d. 1852) | Christina Luise Bach (d. 1852)      | Christina Luise Bach (d. 1852)      |                                     |                                     |                                     |                                     |  |  |                                            |                                            |                                            |                                            | Johann Sebastian Altnikol (1749 - 1749)    | Johann Sebastian Altnikol (1749 - 1749)    | Johann Sebastian Altnikol (1749 - 1749) | Johann Sebastian Altnikol (1749 - 1749) | Johann Sebastian Altnikol (1749 - 1749) | Johann Sebastian Altnikol (1749 - 1749) |                                         |                                         |                                         |                                         |  |  |                                |                                |                                |                                |                                |                                |  |  |                              |                              |                              |                              |                              |                              |  |  |  |  |
|                                       |                                       |                                       |                                       |                                       |                                       |                      |                      |                                         |                                         |                                                |                                                |                                                |                                                |                                                |                                                |                                                |                                                |                                                |                                                |                                                |                                                |                                            |                                            |                                               |                                               |                                               |                                               |                                               |                                               |                                           |                                           |                                          |                                          |                                          |                                          |                                          |                                          |                                |                                |                                     |                                     |                                     |                                     |                                     |                                     |  |  |                                            |                                            |                                            |                                            |                                            |                                            |                                         |                                         |                                         |                                         |                                         |                                         |                                         |                                         |  |  |                                |                                |                                |                                |                                |                                |  |  |                              |                              |                              |                              |                              |                              |  |  |  |  |
|                                       |                                       |                                       |                                       |                                       |                                       |                      |                      |                                         |                                         |                                                |                                                |                                                |                                                |                                                |                                                |                                                |                                                |                                                |                                                |                                                |                                                |                                            |                                            |                                               |                                               |                                               |                                               |                                               |                                               |                                           |                                           |                                          |                                          |                                          |                                          |                                          |                                          |                                |                                |                                     |                                     |                                     |                                     |                                     |                                     |  |  |                                            |                                            |                                            |                                            |                                            |                                            |                                         |                                         |                                         |                                         |                                         |                                         |                                         |                                         |  |  |                                |                                |                                |                                |                                |                                |  |  |                              |                              |                              |                              |                              |                              |  |  |  |  |
|                                       |                                       |                                       |                                       |                                       |                                       |                      |                      | Ludwig Albrecht Hermann Ritter          | Ludwig Albrecht Hermann Ritter          | Ludwig Albrecht Hermann Ritter                 | Ludwig Albrecht Hermann Ritter                 | Ludwig Albrecht Hermann Ritter                 | Ludwig Albrecht Hermann Ritter                 |                                                |                                                | Carolina Augusta Wilhelmine Bach (1800 - 1871) | Carolina Augusta Wilhelmine Bach (1800 - 1871) | Carolina Augusta Wilhelmine Bach (1800 - 1871) | Carolina Augusta Wilhelmine Bach (1800 - 1871) | Carolina Augusta Wilhelmine Bach (1800 - 1871) | Carolina Augusta Wilhelmine Bach (1800 - 1871) |                                            |                                            | Juliane Friederica (b. 1800)                  | Juliane Friederica (b. 1800)                  | Juliane Friederica (b. 1800)                  | Juliane Friederica (b. 1800)                  | Juliane Friederica (b. 1800)                  | Juliane Friederica (b. 1800)                  |                                           |                                           |                                          |                                          |                                          |                                          |                                          |                                          |                                |                                |                                     |                                     |                                     |                                     |                                     |                                     |  |  |                                            |                                            |                                            |                                            |                                            |                                            |                                         |                                         |                                         |                                         |                                         |                                         |                                         |                                         |  |  |                                |                                |                                |                                |                                |                                |  |  |                              |                              |                              |                              |                              |                              |  |  |  |  |
|                                       |                                       |                                       |                                       |                                       |                                       |                      |                      | Ludwig Albrecht Hermann Ritter          | Ludwig Albrecht Hermann Ritter          | Ludwig Albrecht Hermann Ritter                 | Ludwig Albrecht Hermann Ritter                 | Ludwig Albrecht Hermann Ritter                 | Ludwig Albrecht Hermann Ritter                 |                                                |                                                | Carolina Augusta Wilhelmine Bach (1800 - 1871) | Carolina Augusta Wilhelmine Bach (1800 - 1871) | Carolina Augusta Wilhelmine Bach (1800 - 1871) | Carolina Augusta Wilhelmine Bach (1800 - 1871) | Carolina Augusta Wilhelmine Bach (1800 - 1871) | Carolina Augusta Wilhelmine Bach (1800 - 1871) |                                            |                                            | Juliane Friederica (b. 1800)                  | Juliane Friederica (b. 1800)                  | Juliane Friederica (b. 1800)                  | Juliane Friederica (b. 1800)                  | Juliane Friederica (b. 1800)                  | Juliane Friederica (b. 1800)                  |                                           |                                           |                                          |                                          |                                          |                                          |                                          |                                          |                                |                                |                                     |                                     |                                     |                                     |                                     |                                     |  |  |                                            |                                            |                                            |                                            |                                            |                                            |                                         |                                         |                                         |                                         |                                         |                                         |                                         |                                         |  |  |                                |                                |                                |                                |                                |                                |  |  |                              |                              |                              |                              |                              |                              |  |  |  |  |

## Genealogia expandida
- Veit Bach (cerca de 1550–1619)
  - Johann(es) „Hans“ Bach I (d. 1626) (filho de Veit Bach)
    - Johann(es) „Hans“ Bach III (1604–1673) - Erfurt Line
      - Johann Christian Bach I (1640–1682)
        - Johann Jacob Bach II (1668–1692)
        - Johann Christoph Bach IV (1673–1727)
          - Johann Samuel Bach (1694–1720)
          - Johann Christian Bach II (1696–)
          - Johann Günther Bach II (1703–1756)

      - Johann Aegidius Bach I (1645–1716)
        - Johann Balthasar Bach (1673–1691)
        - Johann Bernhard Bach I (1676–1749)
          - Johann Ernst Bach II (1722–1777)
            - Johann Georg Bach I (1751–1797)

        - Johann Christoph Bach VI (1685–1740)
          - Johann Friedrich Bach II (1706–1743)
          - Johann Aegidius Bach II (1709–1746)

      - Johann Nicolaus Bach I (1653–1682)

    - Christoph Bach (1613–1661)
      - Georg Christoph Bach (1642–1697)
        - Johann Valentin Bach (1669–1720)
          - Johann Lorenz Bach (1695–1773)
          - Johann Elias Bach (1705–1755)
            - Johann Michael Bach III (1745–1820) (?)
              - Johann Georg Bach II (1786–1874)
              - Georg Friedrich Bach (1792–1860)

      - Johann Christoph Bach II (1645–1693)
        - Johann Ernst Bach I (1683–1739)
        - Johann Christoph Bach VII (1689–1740)

      - Johann Ambrosius Bach (1645–1695)
        - Johann Christoph Bach III (1671–1721)
          - Johann Andreas Bach (1713–1779)
            - Johann Christoph Georg Bach (1747–1814)

          - Johann Bernhard Bach II (1700–1743)
          - Johann Christoph Bach VIII (1702–1756)
            - Ernst Carl Gottfried Bach (1738–1801)
            - Ernst Christian Bach (1747–1822)
            - Philipp Christiann Georg Bach (1734–1809)

        - Johann Jacob Bach III (1682–1722)
        - Johann Sebastian Bach (1685–1750) - Casado em primeiro matrimônio com sua prima de segundo grau Maria Barbara Bach (1684–1720); em segundo matrimônio (1721) com Anna Magdalena Wilcke (1701–1760)
          - Catharina Dorothea Bach (1708–1774)
          - Wilhelm Friedemann Bach (1710–1784) - "Dresden Bach“ ou "Halle Bach“
          - Carl Philipp Emanuel Bach (1714–1788) - "Hamburger Bach“ ou "Berlin Bach“
            - Johann Sebastian Bach (1748–1778) - pintor

          - Johann Gottfried Bernhard Bach (1715–1739)
          - Gottfried Heinrich Bach (1724–1763)
          - Johann Christoph Friedrich Bach (1732–1795) - "Bückeburg Bach“
            - Wilhelm Friedrich Ernst Bach (1759–1845)

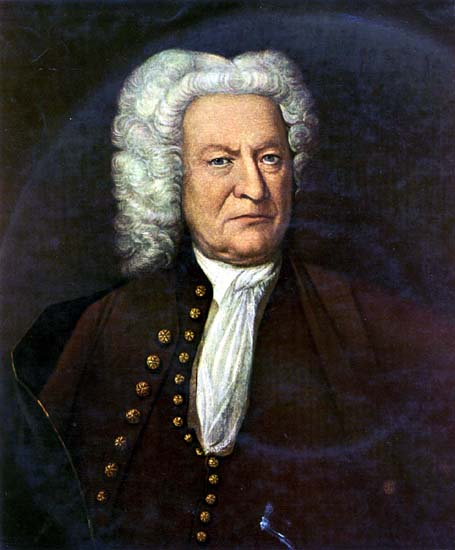
O mais proeminente membro do clã, Johann Sebastian Bach, em 1750

          - Johann Christian Bach III (1735–1782) - "Mailänd Bach“ ou "London Bach“

    - Heinrich Bach I (1615–1692) - Arnstädt Line
      - Johann Christoph Bach I (1642–1703)
        - Johann Nikolaus Bach II (1669–1753)
        - Johann Christoph Bach V (1676–)
          - Johann Heinrich Bach II (1709–)

        - Johann Friedrich Bach I (1682–1730)
        - Johann Michael Bach II (1685–)

      - Johann Michael Bach I (1648–1694)
        - Maria Barbara Bach (1684–1720) - esposa deJohann Sebastian Bach (1685–1750)

      - Johann Günther Bach I (1653–1683)

  - Philippus „Lips“ Bach (1590–1620) - (filho de Veit Bach)
    - Wendel Bach (1619–1682)
      - Johann Jacob Bach I (1655–1718)
        - Nicolaus Ephraim Bach (1690–1760)
        - Georg Michael Bach (1703–1771)
          - Johann Christian Bach IV (1743–1814)

        - Johann Ludwig Bach (1677–1731) - "Meininger Bach“, compositor
          - Gottlieb Friedrich Bach (1714–1785) - organista e pintor da Corte
            - Johann Philipp Bach (1752–1846) - músico e pintor

          - Samuel Anton Bach (1713–1781)

    - Johann Bach IV (1621–1686) - sobrinho de Lips Bach
      - Johann Stephan Bach (1665–1717)

- Caspar Bach I (1570–1640) (provavel irmão de Veit Bach)
  - Caspar Bach II (1600–)
  - Heinrich „Blinder Jonas“ Bach (–1635)
  - Johann(es) Bach II (1612–1632)
  - Melchior Bach (1603–1634)
  - Nicolaus Bach (1619–1637)

Wilhelm Friedrich Ernst Bach (1759 — 1845),  filho de Johann Christoph Friedrich Bach, foi o único neto de Johann Sebastian Bach a ganhar fama como compositor.